# Rhyacophila kardakoffi
Rhyacophila kardakoffi är en nattsländeart som beskrevs av Navás 1926. Rhyacophila kardakoffi ingår i släktet Rhyacophila och familjen rovnattsländor. Inga underarter finns listade i Catalogue of Life.